# Euagassiceras resupinatum
Az Euagassiceras resupinatum a fejlábúak (Cephalopoda) osztályának fosszilis Ammonitida rendjébe, ezen belül az Arietitidae családjába tartozó faj.

## Tudnivalók
Az Euagassiceras resupinatum a kora jura kor közepén, azaz a sinemuri nevű korszak alatt élt, azaz körülbelül 196,5-189,6 millió évvel ezelőtt.
Maradványait az Egyesült Királysághoz tartozó Yorkshire and the Humber nevű régió tengerpartjain fedezték fel.

## Képek

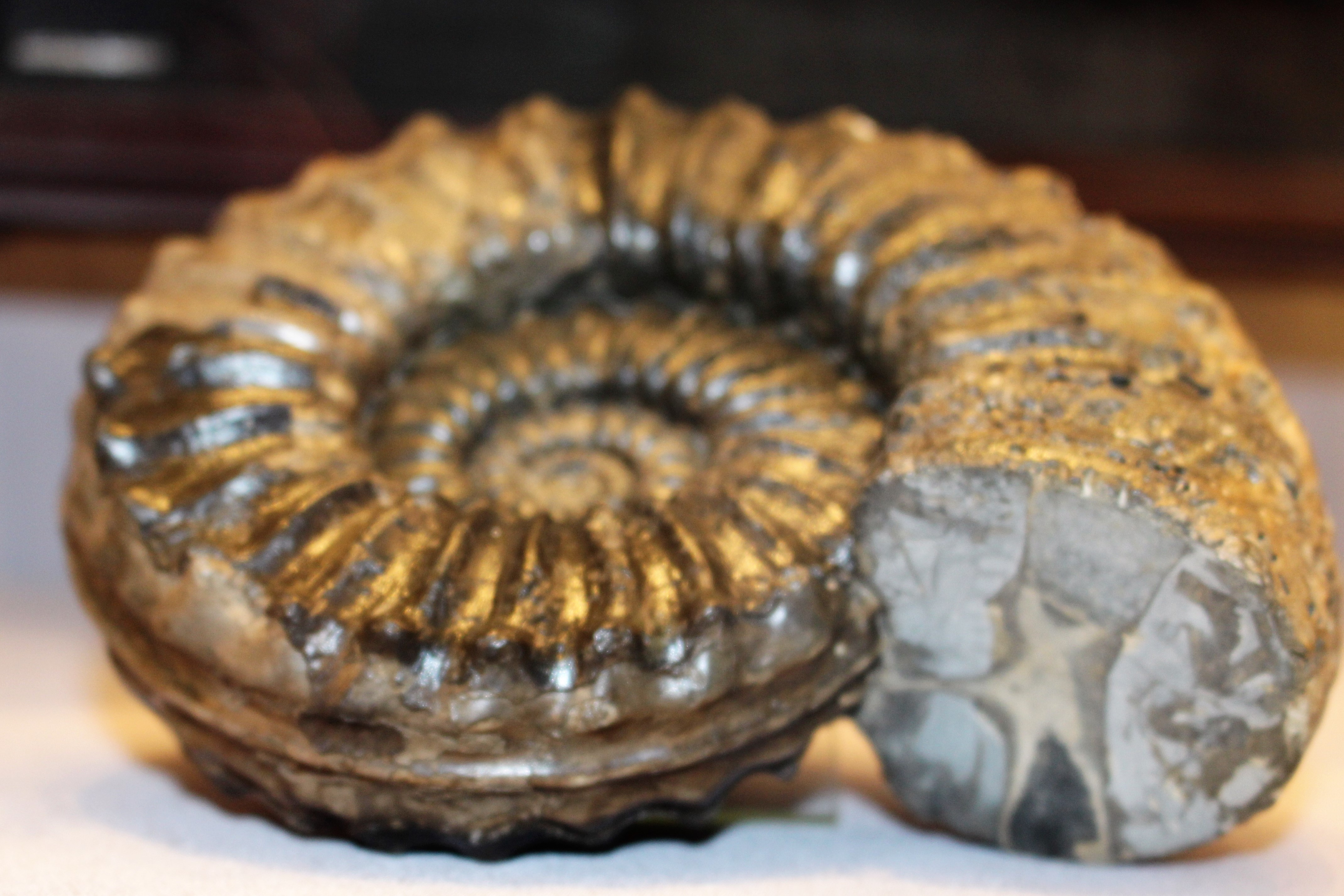
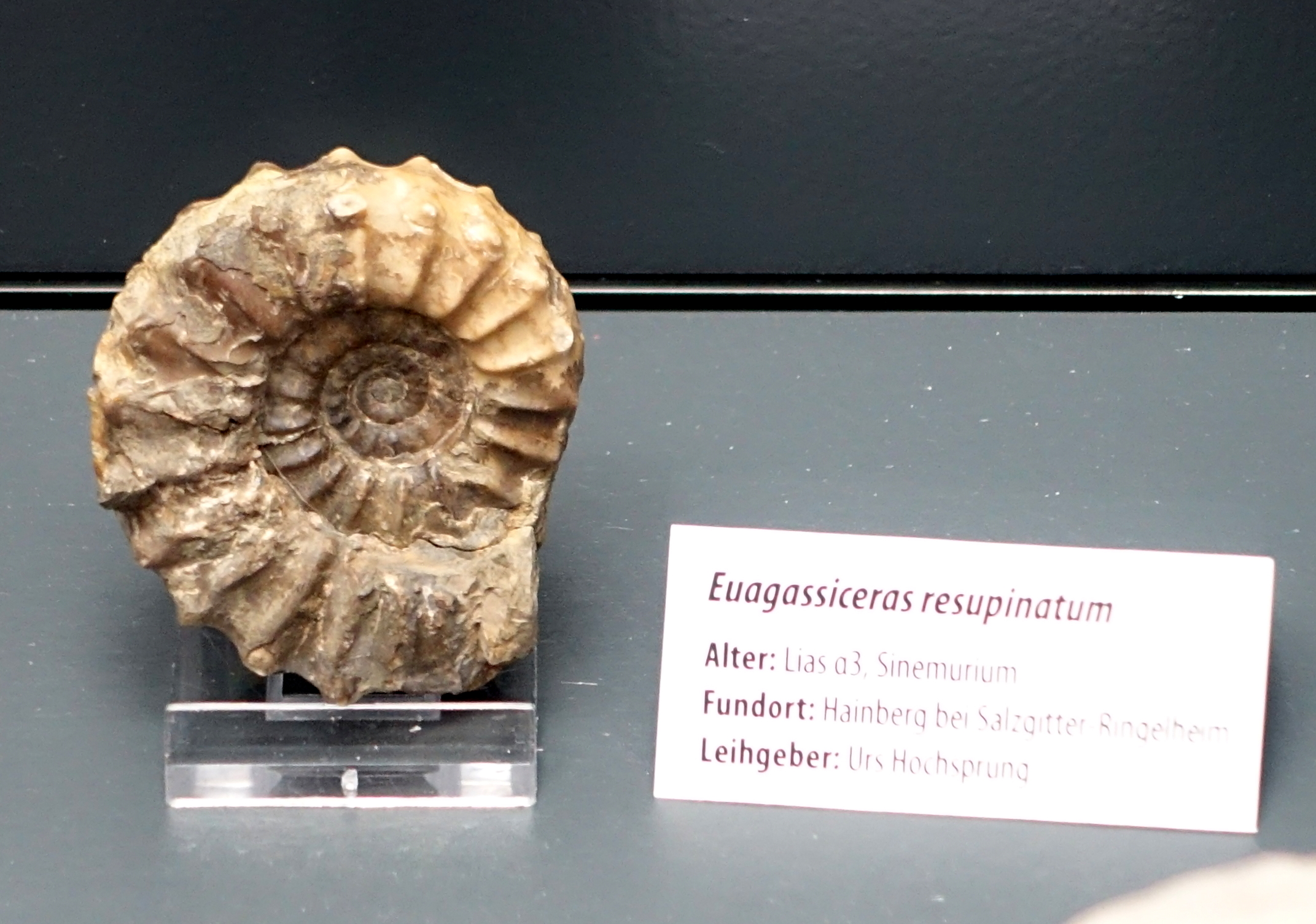
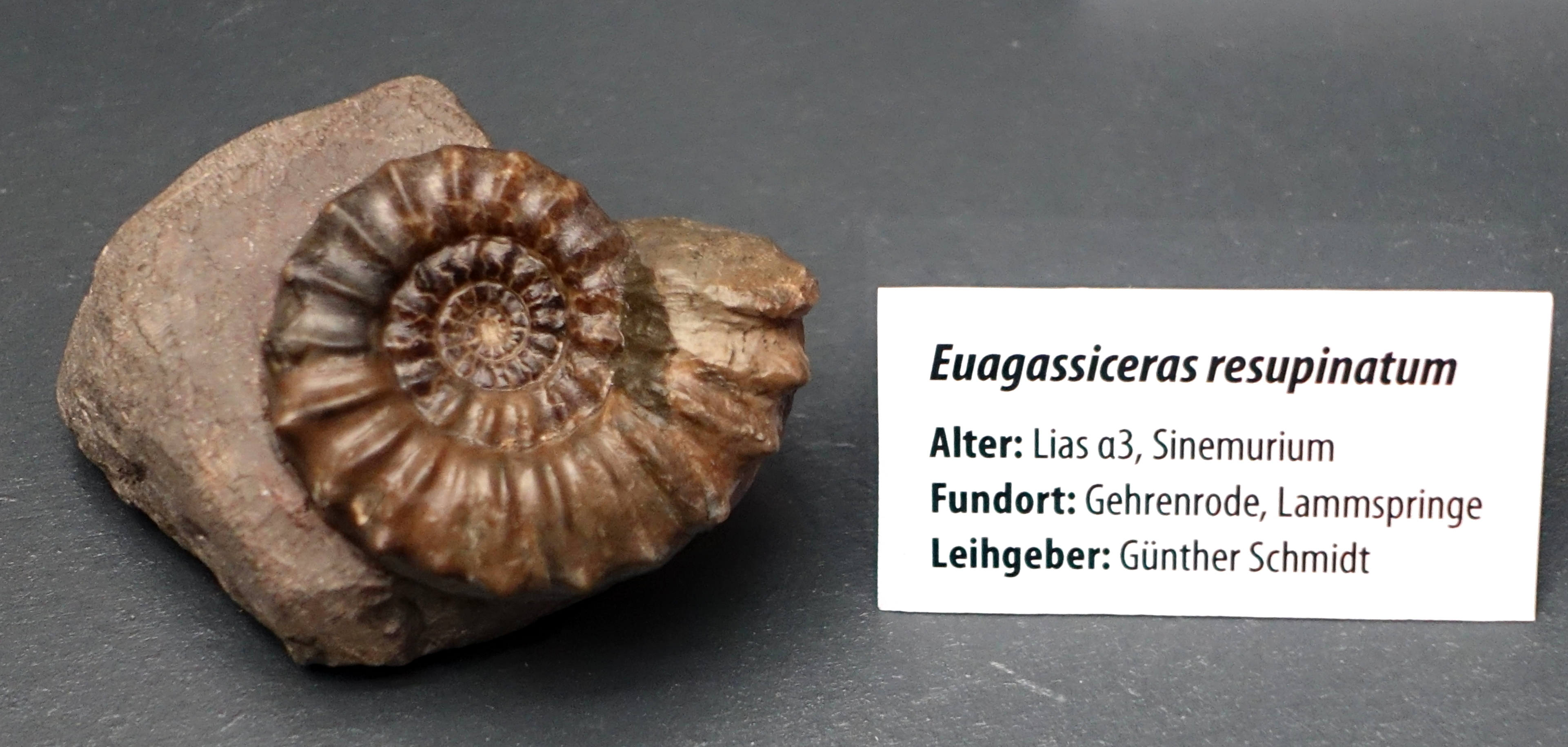
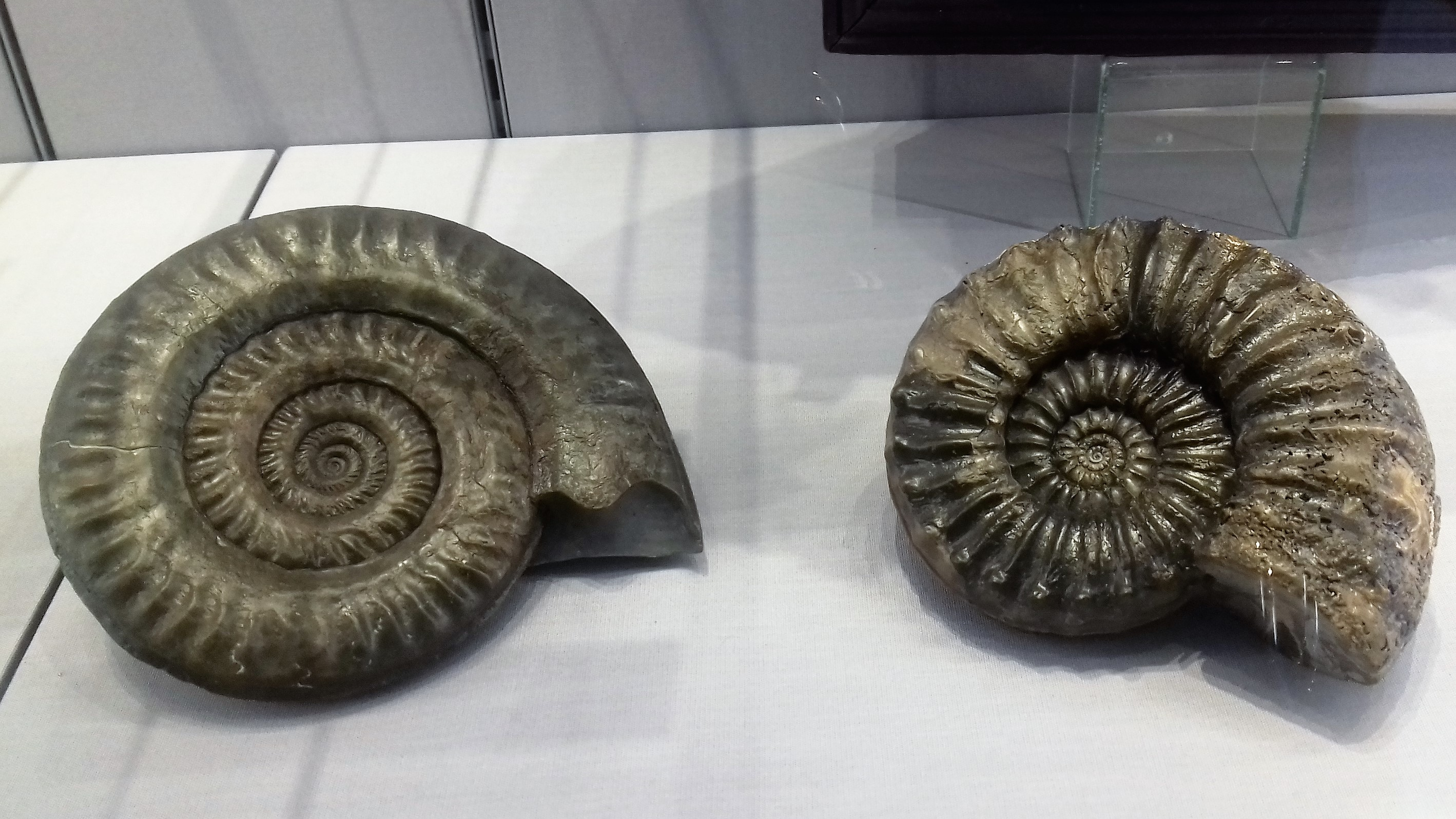
Baloldalt Hildoceras sublevisoni van